# 염류집적

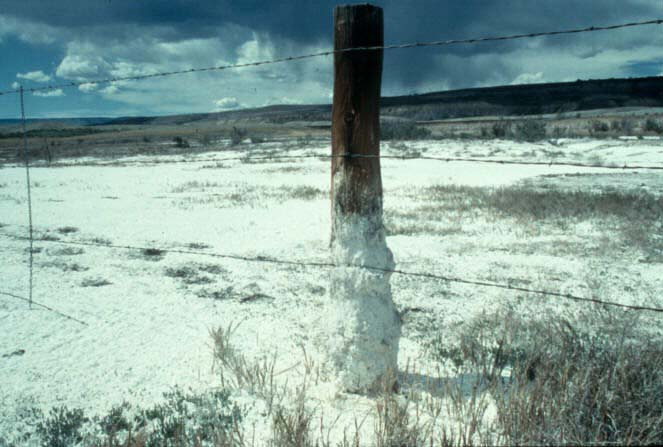

염류집적(鹽類集積)은 강우가 적고 증발량이 많은 건조·반건조 지대에서는 토양 상층에서 하층으로의 세탈작용이 적고, 증발에 의한 염류의 상승량이 많아 표층에 염류가 집적하는 현상이다.

## 영향을 받는 지역
FAO/유네스코의 세계 토양 지도에서 다음의 염류집적 토양들을 살펴볼 수 있다.
| 지역           | 범위 (106ha) |
| -------------- | ------------ |
| 아프리카       | 69.5         |
| 근동 및 중동   | 53.1         |
| 아시아 및 극동 | 19.5         |
| 라틴아메리카   | 59.4         |
| 오스트레일리아 | 84.7         |
| 북아메리카     | 16.0         |
| 유럽           | 20.7         |

## 참조
1. ↑  R.Brinkman, 1980. Saline and sodic soils. In: Land reclamation and water management, p. 62-68. International Institute for Land Reclamation and Improvement (ILRI), Wageningen, The Netherlands.